# Schierensee
Schierensee er en kommune og en by i det nordlige Tyskland, beliggende i Amt Molfsee i den østlige del af Kreis Rendsborg-Egernførde. Kreis Rendsborg-Egernførde ligger i den centrale del af delstaten Slesvig-Holsten.

## Geografi
Schierensee ligger kun få kilometer sydvest for Kiel i Naturpark Westensee. Mod øst går Bundesautobahn 215 fra Kiel til Bordesholmer Dreieck (Bundesautobahn 7). Nord for byen ligger Große Schierensee og Kleine Schierensee.